# بيدرو ميغيل كوستا فيريرا
بيدرو ميغيل كوستا فيريرا (12 مايو 1991 ببورتو في البرتغال - ) هو لاعب كرة قدم برتغالي في مركز الوسط. لعب مع نادي أنكونا ونادي ساسولو ونادي كاربي ونادي مسينا ونادي فيرتوس إينتيلا ونادي تيرامو.

## وصلات خارجية
- بيدرو ميغيل كوستا فيريرا على موقع قاعدة بيانات كرة القدم.إي يو (الإنجليزية)
- بيدرو ميغيل كوستا فيريرا على موقع Soccerway.com (الإنجليزية)